# Ян Конопка (генерал)
Ян Конопка (пол. Jan Konopka; 27 грудня 1775 чи 1777, Школдичі поблизу Слонімом — 1 січня 1815, Варшава) — польський шляхтич, військовик, генерал, військовий педагог. Представник роду Конопок гербу Новина.

## Життєпис
Народився 27 грудня 1775 або 1777 року у Шкодличах поблизу Слоніма. Син Францішека Конопки — майора війська ВКЛ, дідича Шкодличів-Дубровки та Полянки, з 1798 року Вельонова, та його дружини Анни, яка, згідно з родинною традицією, походила з бічної гілки роду князів де Конде. Ян мав братів Теодора, Вінцентія, Августа. Не навчався у Лицарській школі.
Вступив до 8-ї (української) бригади народової кавалерії С. Мокроновського. Брав участь у польсько-російській війні 1792 року. 19 квітня 1794 року у Варшаві підписав «Акт до народного повстання». Брав участь у Повстанні Костюшка, був поранений під Мацейовицями. Потім емігрував до Франції, де на початку 1795 року служив у лавах 1-го полку французьких гусарів, 21 березня 1796 став підпоручником. Юзеф Сулковський у Валеце поблизу Верони представив його Наполеонові І. Пізніше отримав ранг капітана, відзначився під час здобуття Фрозіноне 2 серпня 1798. 15 липня 1807 року отримав номінацію на ранг полковника кавалерії Польсько-італійського легіону. 11 листопада 1807 був переведений з підрозділом до Вестфалії (служив в Оснабрюку, Касселі). Потім був інспектором з вишколу.
27 січня 1812 року став ґросмайором 1-го гвардії полку польської легкої кавалерії. Під час одного з боїв був оточений російськими військами під командуванням Е. Чаплича, поранений списом, потрапив до полону з 12-ма офіцерами, 235-ма гвардійцями, був інтернований до Херсону, довго хворів. Після повернення до Варшави по зреченню Наполеона І став командиром 1-ї бригади уланів Королівства Польського.
Помер 1 січня 1815 року.

## Пам'ять
Вулиця Яна Конопки у Дніпрі